# مويسا

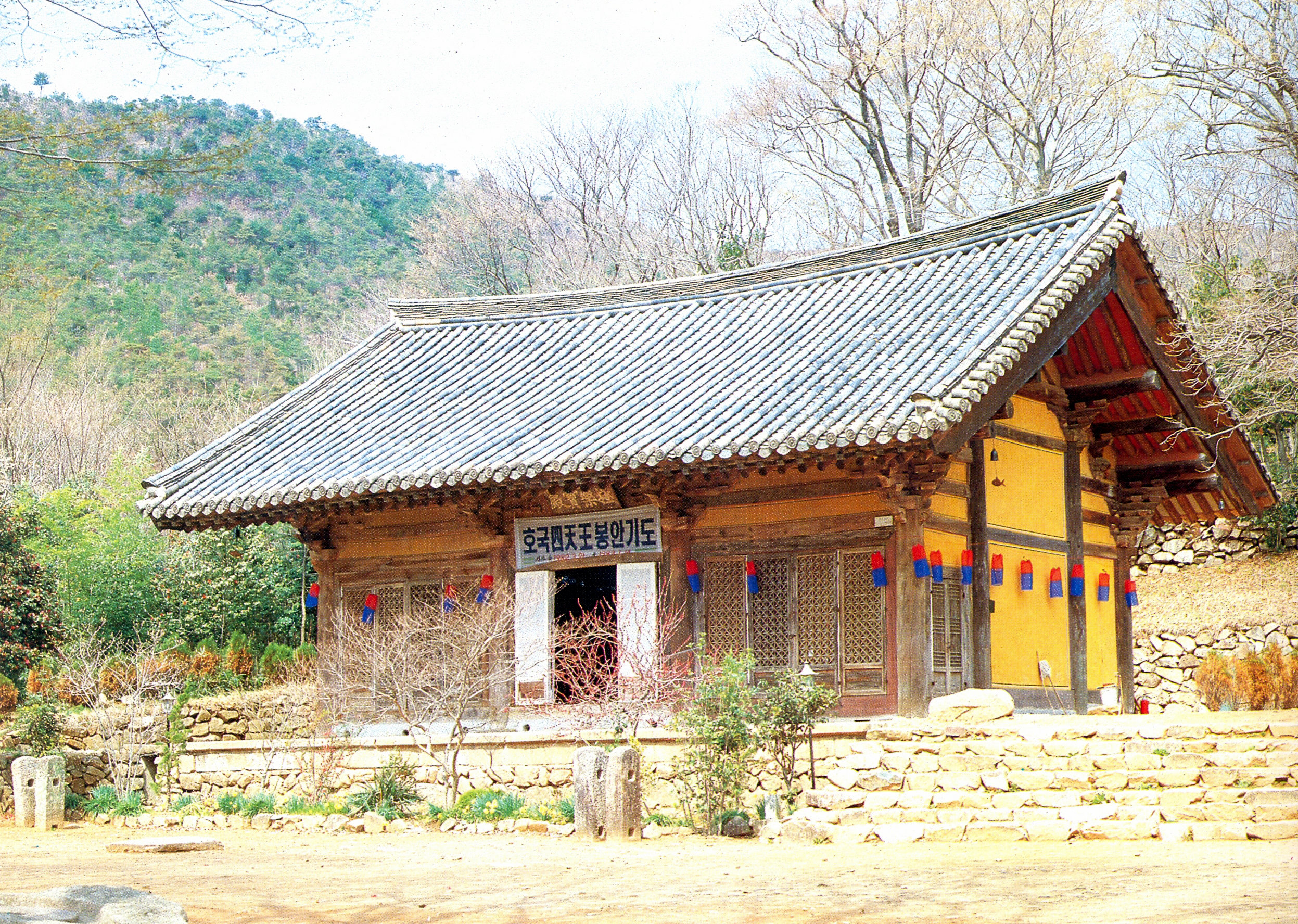

مويسا (بالكورية: 무위사) هو معبد بوذي في محافظة غانغجن في مقاطعة جولا الجنوبية في كوريا الجنوبية. أُنشأ هذا المعبد في القرن السابع على يد الراهب وونهيو في سنة 617 (السنة التاسعة والثلاثين من حكم الملك جنبيونغ ملك شلا). تدمر جزء كبير من المعبد في القرن السادس عشر خلال الغزو الياباني لكوريا في حرب السنوات السبع. يضم المعبد قاعة غنغناكجون وهي الكنز الوطني الكوري رقم 13.

## روابط خارجية
- الموقع الرسمي.
- Geungnakbojeon Hall of Muwisa Temple, Gangjin.